# Makarewicze
Makarewicze (biał. Макаравічы; ros. Макаровичи) – wieś na Białorusi, w obwodzie witebskim, w rejonie dokszyckim, w sielsowiecie Sitce.

## Historia
W czasach zaborów w powiecie wilejskim w guberni wileńskiej Imperium Rosyjskiego.
W dwudziestoleciu międzywojennym wieś leżała w Polsce, w województwie wileńskim, w powiecie duniłowickim, od 1926 w powiecie dziśnieńskim, w gminie Parafianów, a następnie w gminie Porpliszcze.
Według Powszechnego Spisu Ludności z 1921 roku zamieszkiwało tu 91 osób, 38 były wyznania rzymskokatolickiego a 53 prawosławnego. Jednocześnie 83 mieszkańców zadeklarowało polską a 8 białoruską przynależność narodową. Było tu 19 budynków mieszkalnych. W 1931 w 20 domach zamieszkiwało 88 osób.
Wierni należeli do parafii rzymskokatolickiej w Parafianowie i prawosławnej w m. Porpliszcze. Miejscowość podlegała pod Sąd Grodzki w Dokszycach i Okręgowy w Wilnie; właściwy urząd pocztowy mieścił się w Parafianowie.